# .tk
.tk — национальный домен верхнего уровня для Токелау. Целью создания домена .tk является повышение восприятия Токелау в мире, а также установление отношений с компаниями, которые могут обеспечить связь, образование и медицинскую помощь этому региону и непосредственно финансировать острова Токелау.
Доменные имена в зоне .tk выделяются либо бесплатно (в этом случае домен будет зарегистрирован на компанию-регистратора, но при этом велик риск перепродажи домена), либо за плату (регистрация будет произведена на покупателя).
Домен .tk является первым национальным доменом верхнего уровня по количеству зарегистрированных доменов второго уровня, а также вторым по количеству регистраций после домена верхнего уровня .com.

## Обзор
Токелау даёт возможность любому регистрировать доменное имя. Пользователи и владельцы малого бизнеса могут регистрировать любой номер в домене совершенно бесплатно (с некоторыми ограничениями).